# ماجرا در منهتن
ماجرا در منهتن (انگلیسی: Adventure in Manhattan) فیلمی در ژانر جنایی مهیج به کارگردانی ادوارد لودویگ محصول سال ۱۹۳۶ کشور ایالات متحده آمریکا است.

## بازیگران
- جین آرتور در نقش Claire Peyton
- جوئل مک‌کری در نقش George Melville
- رجینالد اوئن در نقش Blackton Gregory
- توماس میچل در نقش Phil Bane
- ویکتور کیلیان در نقش Mark Gibbs
- John Gallaudet در نقش McGuire
- Emmett Vogan در نقش Lorimer
- جورج کوپر در نقش Duncan
- هرمن بینگ در نقش Otto
- رابرت وارویک در نقش Phillip
- ادوارد اِرل
- والیس کلارک
- امرسون تریسی